# Heribert Späth
Heribert Späth (* 28. November 1937 in München) ist ein ehemaliger deutscher Unternehmer und früherer Präsident des Zentralverbandes des Deutschen Handwerks (ZDH).

## Leben
Späth begann zunächst ein Studium des Bauingenieurwesen an der Technischen Hochschule München, das er 1962 mit der Diplomprüfung abschloss. Anschließend trat er in das Bauunternehmen Späth-Bau GmbH seines Vaters ein, das er ab 1980 als geschäftsführender Gesellschafter leitete. Nebenberuflich absolvierte er zudem noch ein arbeits- und wirtschaftswissenschaftliches Studium, das er 1964 als Diplom-Wirtschaftsingenieur abschloss. Die Späth-Bau GmbH fusionierte 1991 mit der E. Liebergesell GmbH & Co. KG und Späth übernahm auch in der neuen Firma die Geschäftsführung. Die durch die Fusion entstandene Firma Späth-Liebergesell GmbH&Co.KG musste 2004 nach Insolvenz schließen.
Von 1972 bis 1984 war er ehrenamtlicher Stadtrat der Landeshauptstadt München.
Parallel zu seinem beruflichen Werdegang vollzog sich auch sein Engagement und der damit verbundene Aufstieg in den Organisationen des Handwerks. 1966 war er Mitglied im Vorstand der Münchner Bauinnung, von 1970 bis 1979 als deren Obermeister. Seit 1974 gehörte er auch der Vollversammlung und dem Vorstand der Handwerkskammer für München und Oberbayern an. Von 1979 bis 1994 war er Präsident der Handwerkskammer für München und Oberbayern. Von 1979 bis 1990 war er auch Präsident des Bayerischen Handwerkstages.
Als Mitglied des Präsidiums gehörte er seit 1980 dem ZDH an und übernahm acht Jahre später das Amt des Präsidenten von seinem Vorgänger Paul Schnitker. In seine Amtszeit von 1988 bis 1996 fiel die Wiedervereinigung Deutschlands und Späth bekundete seine besondere Verbundenheit mit dem Handwerk in den neuen Bundesländern. Er signalisierte die Bereitschaft des Handwerks in den alten Bundesländern, beim Aufbau eines an der sozialen Marktwirtschaft orientierten Wirtschaftssystems Hilfestellung zu leisten, und betonte dabei die Bedeutung von kleinen und mittleren Unternehmen als Basis eines gesunden Mittelstandes.
Nach neun Jahren Amtszeit wurde 1996 Dieter Philipp schließlich zu seinem Nachfolger und Späth zum Ehrenpräsidenten gewählt. In Anerkennung seiner Verdienste erhielt Heribert Späth mehrere Auszeichnungen, darunter das Große Bundesverdienstkreuz.

## Auszeichnungen
- 1988: Bundesverdienstkreuz am Bande
- Großes Bundesverdienstkreuz
- Bayerischer Bierorden
- Bayerischer Verdienstorden
- Bayerische Verfassungsmedaille in Silber